# Município de Brush Creek (condado de Jefferson, Ohio)
Localização do Ohio nos E.U.A.
O município de Brush Creek (em inglês: Brush Creek Township) é um local localizado no condado de Jefferson no estado estadounidense de Ohio. No ano 2010 tinha uma população de 438 habitantes e uma densidade populacional de 7,15 pessoas por km².

## Geografia
O município de Brush Creek encontra-se localizado nas coordenadas 40° 33′ 57″ N, 80° 48′ 20″ O. Segundo a Departamento do Censo dos Estados Unidos, o município tem uma superfície total de 61.29 km², da qual 61,27 km² correspondem a terra firme e (0,04 %) 0,02 km² é água.

## Demografia
Segundo o censo de 2010, tinha 438 pessoas residindo no município de Brush Creek. A densidade de população era de 7,15 hab./km².